# Tobia
Tobia  è un nome proprio di persona italiano maschile.

## Varianti
- Maschili: Tobias[2]
  - Alterati: Tobiolo[2]

### Varianti in altre lingue
- Basco: Tobi[3]
- Catalano: Tobies[3]
- Ceco: Tobiáš
- Danese: Tobias[4]
- Ebraico: טוֹבִיָּה (Toviyyah[4], Tobhiyyah[5]), טוּבִיָה (Tuvya)[4], Tovia[6]
- Finlandese: Topias[4]
  - Ipocoristici: Topi[4]

- Francese: Tobie
- Greco biblico: Τωβιας (Tobias)[4][5]
- Inglese: Tobias[4]
  - Ipocoristici: Toby[5][7]
- Latino: Tobias[1][4][5]
- Norvegese: Tobias[4]
- Olandese: Tobias

- Polacco: Tobiasz[4]
- Portoghese: Tobias
- Spagnolo: Tobías[3]
- Svedese: Tobias[4]
- Tedesco: Tobias[4]
- Ungherese: Tóbiás
- Yiddish: Tevye[4]

## Origine e diffusione

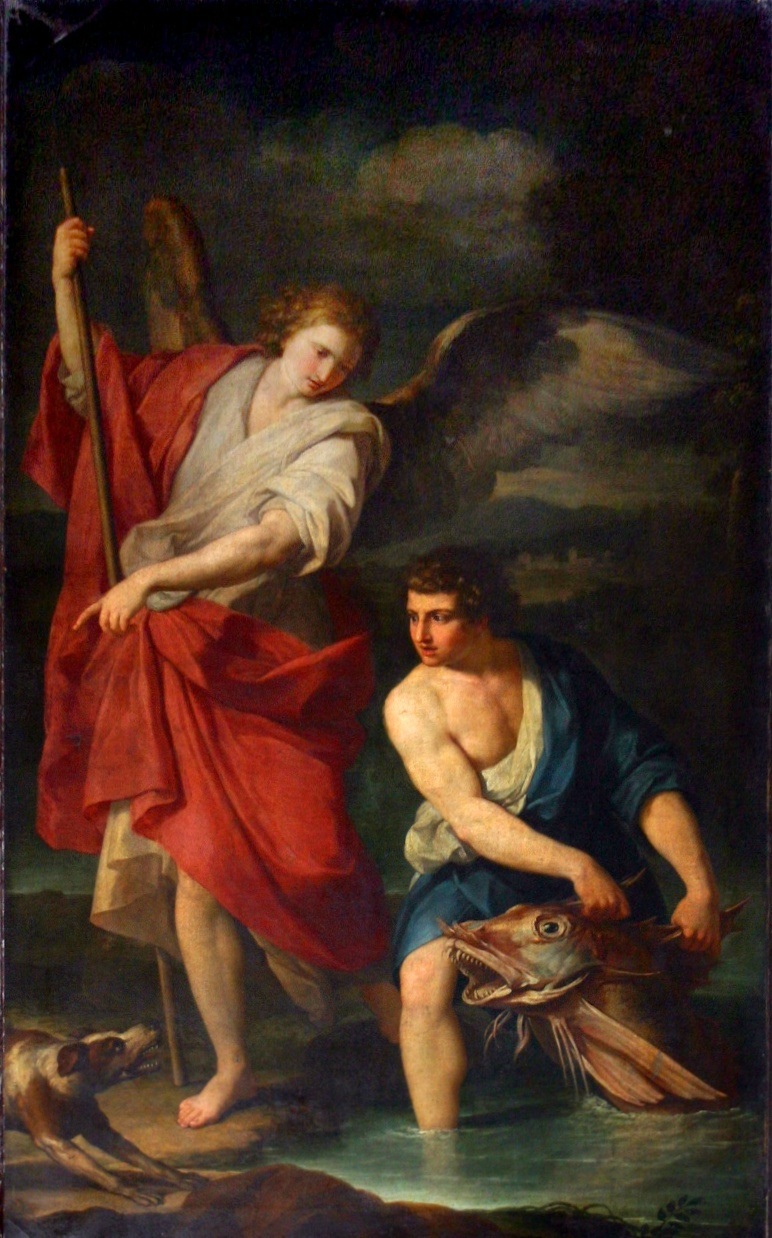
L'Arcangelo e Tobia, di un anonimo lombardo del XVII secolo

Riprende il nome teoforico ebraico טוֹבִיָּה (Toviyyah o Tobhiyyah), che è composto da tobh ("bene") e Yah (abbreviazione di Yahweh, il nome di Dio); il suo significato complessivo può essere interpretato in vari modi, fra cui "il Signore è il mio bene", "YHWH è buono" o "buon signore".
Si tratta di un nome biblico, che venne portato da diversi personaggi, fra cui un ammonita nel libro di Neemia (2:10,19) e il protagonista del libro di Tobia (chiamato anche Tobit); la storia di quest'ultimo fu piuttosto popolare durante il Medioevo, il che permise al nome di diffondersi un po' dappertutto in Europa. In Inghilterra divenne comune solo dopo la Riforma protestante.
Toby è una forma diminutiva inglese medievale del nome: se ne riscontra un occasionale uso al femminile negli anni trenta e quaranta grazie alla popolarità dell'attrice statunitense Toby Wing. Anche la forma ebraica Tovia è usata sia al maschile che al femminile. In Italia, il nome riscontra una certa diffusione, solo nella forma "Tobia", in Campania.

## Onomastico
L'onomastico ricorre in genere il 2 novembre, in ricordo di san Tobia, soldato romano martire a Sebaste con altri compagni sotto Licinio; con questo nome si ricordano anche un santo martire a Sirmio, il 2 gennaio, e il beato Tobia Borrás Román, religioso dei Fatebenefratelli e martire presso Valencia, l'11 febbraio (o il 24 novembre).

## Persone
- Tobia Loriga, pugile italiano
- Tobia Ravà, artista italiano
- Tobia Scarpa, architetto italiano

### Variante Tobias
- Tobias Angerer, fondista tedesco
- Tobias Arlt, slittinista tedesco

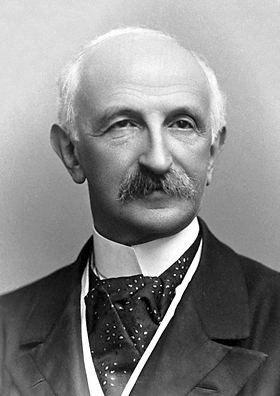
Tobias Michael Carel Asser

- Tobias Michael Carel Asser, giurista olandese
- Tobias Hume, gambista e compositore britannico
- Tobias Hysén, calciatore svedese
- Tobias Jones, giornalista e scrittore britannico
- Tobias Augustus Matthay, compositore, musicista e insegnante britannico
- Tobias Michael, compositore tedesco
- Tobias Moretti, attore e regista austriaco
- Tobias Sammet, cantante, tastierista, bassista e compositore tedesco
- Tobias Smollett, scrittore, storico e traduttore britannico

### Variante Toby

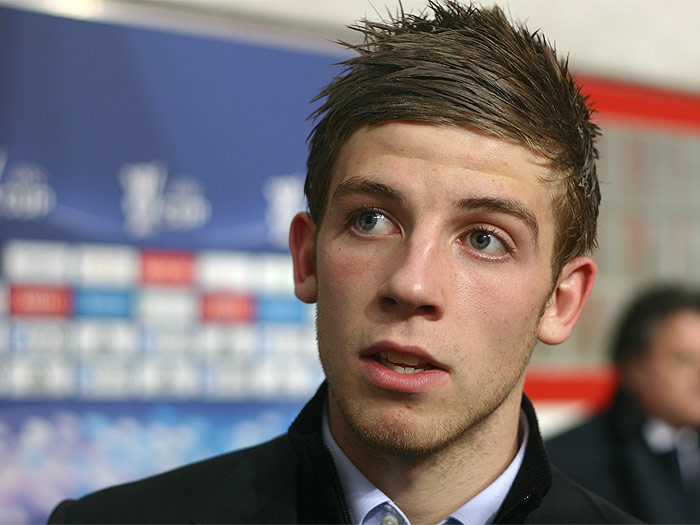
Toby Alderweireld

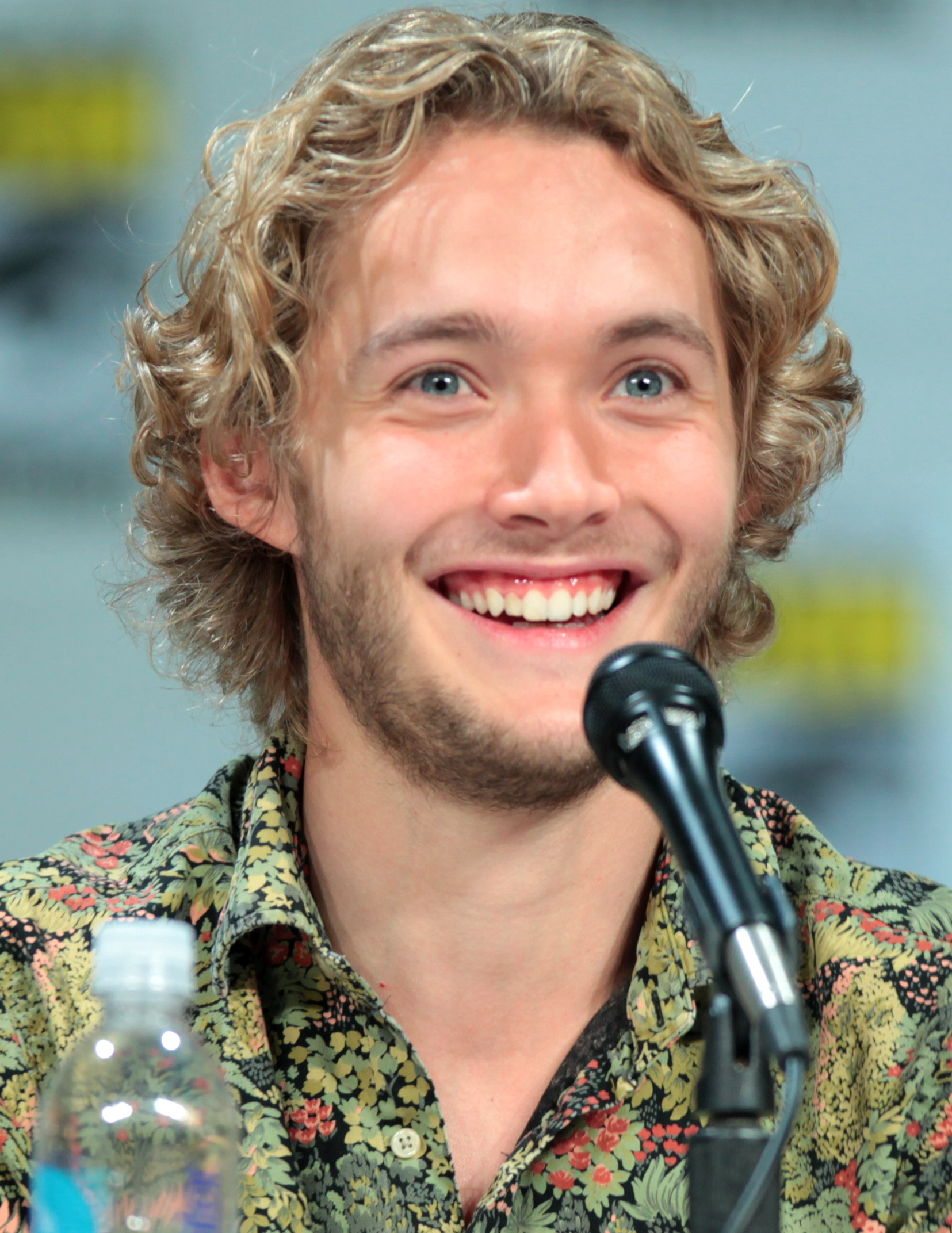
Toby Regbo

- Toby Alderweireld, calciatore belga
- Toby Bailey, cestista statunitense
- Toby Bourke, musicista irlandese
- Toby Flood, rugbista a 15 britannico
- Toby Gard, designer di videogiochi britannico
- Toby Hemingway, attore britannico
- Toby Jones, attore britannico
- Toby Kebbell, attore britannico
- Toby Kimball, cestista statunitense
- Toby Knight, cestista statunitense
- Toby Love, cantante statunitense
- Toby Mao, statunitense specialista del cubo di Rubik
- Toby Markham, pilota motociclistico britannico
- Toby Regbo, attore britannico
- Toby Stephens, attore britannico
- Toby Stevenson, atleta statunitense
- Toby Young, giornalista britannico

### Altre varianti maschili
- Tobías Albarracín, calciatore argentino
- Tobie Botes, rugbista a 15 sudafricano
- Tobie Nathan, psicoanalista, scrittore e diplomatico francese

### Variante femminile Toby
- Toby Winema Riddle, diplomatica e interprete nativa americana
- Toby Wing, attrice statunitense

## Il nome nelle arti
- Tobia è il nome del cane di Cenerentola nell'omonimo film Disney del 1950.
- Tobias è un personaggio della serie di romanzi Animorphs, creata da Katherine Alice Applegate.
- Toby è un personaggio del film del 1981 Red e Toby - Nemiciamici, e del suo sequel del 2006 Red e Toby 2 - Nemiciamici.
- Toby la tartaruga è un personaggio Disney.
- Tobias Becker è un personaggio della soap opera La strada per la felicità.
- Tobias Beecher è un personaggio della serie televisiva Oz.
- Toby Dammit è un personaggio del film del 1968 Tre passi nel delirio, diretto da Roger Vadim, Louis Malle e Federico Fellini
- Tobias Piton è un personaggio della serie di romanzi Harry Potter, creata da J. K. Rowling.
- Tobias Ragg è un personaggio immaginario che appare in numerosi adattamenti delle storie di Sweeney Todd.